# Asier del Horno
Asier del Horno Cosgaya (født 19. januar 1981 i Barakaldo, Spanien) er en tidligere spansk fodboldspiller, der spillede som venstre back senest hos La Liga-klubben Levante UD. Han har tidligere spillet for Athletic Bilbao og Chelsea, samt på lejebasis hos Real Valladolid.
Del Horno var i sin tid hos Chelsea med til at vinde FA Cuppen i 2006.

## Landshold
Del Horno står (pr. august 2010) noteret for ti kampe for Spaniens landshold, som han debuterede for i september 2004 i et opgør mod Skotland. To måneder senere scorede han endvidere sit første landskampsmål, da han blev matchvinder i en venskabskamp mod England.

### Internationale mål
| #  | Dato              | Stadion                            | Modstander | Målscoring | Resultat | Konkurrence                         |
| -- | ----------------- | ---------------------------------- | ---------- | ---------- | -------- | ----------------------------------- |
| 1. | 17. november 2004 | Santiago Bernabéu, Madrid, Spanien | England    | 1–0        | 1–0      | Venskabskamp                        |
| 2. | 9. februar 2005   | Mediterráneo, Almería, Spanien     | San Marino | 5–0        | 5–0      | Kvalifikation til VM i fodbold 2006 |

## Titler
FA Cup
- 2006 med Chelsea F.C.